# سيمس كو ليميتد
سيمس كو ليميتد (بالإنجليزية: SIMS Co., Ltd.‎)‏ (باليابانية: シムス株式会社) ، هي شركة يابانية مختصة لتطوير وصناعة ألعاب الفيديو، أسست سنة 1991م، انضمت مع شركة سيجا من عام 1991م، وطورت وأنتجت ألعاب فيديو مثل لعبة تيكمو كأس العالم 1993 ، وأنتهى العقد عام 2004م، ووقعت مع شركة اندبنت منذ عام 2004 وحتى الآن.

## وصلات خارجية
- الموقع الرسمي
- Sanritsu/SIMS at the Game Developer Research Institute wiki